# Jean Van Langendonck
Jean François Van Langendonck (Leuven, 17 mei 1868 - 31 januari 1950) was een Belgisch volksvertegenwoordiger.

## Levensloop
Onderwijzer van beroep, was Jean-François Van Langendonck socialistisch volksvertegenwoordiger voor het arrondissement Leuven van 2 tot 16 juni 1912. 
In 1932 werd hij gemeenteraadslid en schepen van Leuven. Herkozen als gemeenteraadslid in 1938, was hij in 1946 nog korte tijd schepen.